# Flunisolid
Flunisolid ist eine chemische Verbindung aus der Gruppe der Corticoide, genauer ein halogeniertes Glucocorticoid.

## Gewinnung und Darstellung
Flunisolid kann aus 6α-Fluor-9,11-epoxy-17,21-dihydroxypregn-1,4-dien-3,20-dion-17,21-diacetat synthetisiert werden. Die Fluorgruppe in der 6α-Position wird dazu mit Selectfluor eingeführt. Durch Reaktion des Epoxids mit Bromwasserstoffsäure wird das entsprechende Bromid erhalten. Dessen Entbromierung und Abspaltung des Acetats an C17 führt zum Olefin. Der 1,3-Dioxolan-Anteil wird durch Dihydroxylierung der C16,17-Doppelbindung und Behandlung mit Aceton/Perchlorsäure eingeführt. Die Synthese von Flunisolid wird dann durch Verseifung des Acetats an C21 abgeschlossen.

## Verwendung
Flunisolid wird aufgrund seiner antiallergischen und antiphlogistischen Eigenschaften als Nasenspray zur Prophylaxe und Behandlung einer allergischen Rhinitis und als Dosieraerosol zur inhalativen Behandlung von Asthma bronchiale verwendet. Es wurde 1958 in Mexiko von Syntex erstmals zum Patent angemeldet und 1978 als Nasenspray (Präparatename Syntaris), von Boehringer Ingelheim später auch als Inhalierspray (Inhacort), in den Handel gebracht.
Die Verbindung befindet sich auf der Liste der unentbehrlichen Arzneimittel der Weltgesundheitsorganisation.

## Anwendungsbeschränkungen
Bei Lungentuberkulose, Mykosen oder bakteriellen Infektionen der Atemwege sollte die Verbindung (wie alle Glucocorticoide) nicht eingesetzt werden. Auch in der Schwangerschaft und Stillzeit sollte sie nicht eingesetzt werden, da sie in Plazenta oder Muttermilch übergeht.

## Regulierung
Über den Safe Drinking Water and Toxic Enforcement Act of 1986 besteht in Kalifornien seit 15. Mai 1998 eine Kennzeichnungspflicht für Produkte, die Flunisolid enthalten.

## Externe Links zu erwähnten Verbindungen
1. ↑  Externe Identifikatoren von bzw. Datenbank-Links zu Flunisolidacetat:  CAS-Nr.: 4533-89-5, EG-Nr.: 224-871-3, ECHA-InfoCard: 100.022.612, PubChem: 23724908, ChemSpider: 30791899, DrugBank: DBDB14662, Wikidata: Q27284402.
2. ↑  Externe Identifikatoren von bzw. Datenbank-Links zu Flunisolid-Hemihydrat:  CAS-Nr.: 77326-96-6, EG-Nr.: 680-658-9, ECHA-InfoCard: 100.205.788, PubChem: 11954221, ChemSpider: 10128516, Wikidata: Q47487580.
3. ↑  Externe Identifikatoren von bzw. Datenbank-Links zu 6α-Fluor-9,11-epoxy-17,21-dihydroxypregn-1,4-dien-3,20-dion-17,21-diacetat:  CAS-Nr.: 72498-89-6, EG-Nr.: 276-705-4, ECHA-InfoCard: 100.069.711, PubChem: 44152872, ChemSpider: 21168460, Wikidata: Q82983949.